# Мирослав Стаменовић
Мирослав Стаменовић (Београд, 27. март 1937 — Краљево, 18. новембар 1996) био je српски историчар. Четрнаест година је обављао функцију директора Народног музеја у Краљеву, од 1965. до 1979.

## Биографија
Мирослав Стаменовић је рођен 27. марта 1936. године у Београду, од оца Радивоја и мајке Полексије Стаменовић. Основну школу и Гимназију завршио је у Краљеву. Године 1962. дипломирао је историју на Филозофском факултету у Београду. Исте године почео је да ради у Народном музеју Краљево, и то као први кустос Историјског одељења. Три године касније, 1965, постао је директор Музеја и на том месту је остао до 1979. године. Као директор знатно је допринео побољшању квалитета рада Музеја, пре свега довођењем стручних кадрова. Успоставио је сарадњу Народног музеја Краљево са другим институцијама културе: Народним музејом у Београду, музејом у Чачку и Крушевцу, Домом ЈНА, Заводом за заштиту споменика културе у Краљеву, као и са школама. Као директор радио је и на оснивању Галерије фресака и обогаћењу фонда копија зидних слика из 13. века. Виши кустос постао је 1986. године.
Као историчар највише је истраживао историју радничког покрета у Краљеву, Други светски рат и стрељање у Краљеву у октобру 1941, као и послератни развој краљевачког краја. У два наврата је био и председник Управног одбора за изградњу Спомен-парка, управо у време када је највећи део пројекта реализован. Учествовао је и у осмишљавању програма Октобарских свечаности. Организовао је и креирао више изложби, међу којима су: Краљево у слободи, Краљево у устанку 1941, Тито-Партија-Револуција и изложбу о Краљеву која је требало да представи град у Пољској и Горажду. Био је члан секретаријата Културно-просветне заједнице, као и Општинског одбора ове организације. У периоду од 1969. до 1973. године био је одборник Скупштине општине Краљева, а поред тога је био и члан Савета за културу Скупштине општине Краљева.
Током свог мандата на месту директора Народног музеја Краљево активно је сарађивао са Музејским друштвом Србије и Заједницом музеја Србије. Народни музеј Краљево је током његовог мандата био награђен Повељом Педагошког музеја СР Србије, Повељом Народног музеја у Београду, Захвалницом Завода за заштиту споменика културе у Краљеву, као и Новембарском наградом Културно-просветне заједнице.
Милорад Стаменовић је преминуо 18. новембра 1996. године у Краљеву.